# Boulevard des Invalides
Boulevard des Invalides (bulvár Invalidů) je bulvár v Paříži. Nachází se v 7. obvodu.

## Poloha
Bulvár vede od křižovatky s Rue de Grenelle a končí u Rue de Sèvres na náměstí Place Léon-Paul-Fargue. Ulice je orientována zhruba ze severu na jih. Směrem na sever pokračuje ulice Rue de Talleyrand a na jihu na ni navazuje Boulevard du Montparnasse.

## Historie
Ulice vznikla v 17. století během výstavby pařížské Invalidovny, podle které nese své současné jméno. Původní název zněl Boulevard du Midi. Ulice byla otevřena patentem z 9. srpna 1760.

## Významné stavby
- Invalidovna v severní části bulváru
- dům č. 8: od roku 1861 zde bydlel básník Leconte de Lisle. Vedl zde svůj literární salón, často navštěvovaný parnasisty
- dům č. 33: Lycée Victor-Duruy – významné pařížské lyceum
- dům č. 34: v letech 1921-1955 zde bydlel francouzský generál Henri Albert Niessel
- dům č. 35: sídlo Regionální rady Île-de-France. Moderní budova postavená na místě bývalého paláce hôtel de Verteillac, kde na počátku 20. století bydlela princezna Herminie de La Brousse de Verteillac, kterou zmiňuje Marcel Proust ve svém románu Hledání ztraceného času. V nové budově do roku 1994 sídlily farmaceutické laboratoře Roussel-Uclaf
- dům č. 56: od roku 1843 zde sídlí Národní ústav nevidomé mládeže (Institut national des jeunes aveugles), který byl založen v roce 1784